# Choranthias tenuis
A Choranthias tenuis a sugarasúszójú halak (Actinopterygii) osztályának sügéralakúak (Perciformes) rendjébe, ezen belül a fűrészfogú sügérfélék (Serranidae) családjába tartozó faj.
A Choranthias csontoshal-nem típusfaja.

## Előfordulása
A Choranthias tenuis előfordulási területe az Atlanti-óceán nyugati felének a középső térsége. Az USA-beli Észak-Karolinától és Bermudától a Karib-térség déli részéig, valamint a Mexikói-öbölben található meg.

## Életmódja
Szubtrópusi és tengeri halfaj, amely főleg a mélyebb nyílt vizeket kedveli.